# Acadiocaris
Acadiocaris es un género extinto de crustáceo malacostracano que existió en Canadá durante el Carbonífero Inferior. Fue nombrado por Copeland en 1957. Es el miembro más antiguo conocido de Spelaeogriphacea, que sólo tiene un puñado de especies vivas. 